# 古賀駅
古賀駅（こがえき）は、福岡県古賀市天神一丁目にある、九州旅客鉄道（JR九州）鹿児島本線の駅である。駅番号はJA09。

## 歴史

### 年表
- 1890年（明治23年）9月28日：九州鉄道（初代）博多駅 - 赤間駅間開通に伴い、開設[1][2]。
- 1907年（明治40年）7月1日：九州鉄道が国有化[1][2][3]。帝国鉄道庁に移管。
- 1910年（明治43年）：香椎駅の部材を用いて駅舎を改築[1][4]。
- 1919年（大正8年）10月30日：日本調味料醸造（現・ニビシ醤油）古賀工場進出により引込線を敷設[1]。
- 1920年（大正9年）11月15日：福間駅 - 当駅間複線化[1]。
- 1921年（大正10年）1月26日：筑前新宮駅（現・福工大前駅） - 当駅間複線化[1]。
- 1923年（大正12年）：日本調味料醸造専用ホーム開設。[5]
- 1928年（昭和3年）5月：駅舎改築[1]。
- 1937年（昭和12年）6月24日：高千穂製紙工場が開設され、引込線を敷設[1]。
- 1961年（昭和36年）6月1日：門司港駅 - 久留米駅間が電化[6]。
- 1962年（昭和37年）3月15日：快速停車駅化[1]。
- 1980年（昭和55年）10月1日：快速停車駅から普通列車のみの停車駅に格下げ。
- 1982年（昭和57年）2月28日：貨物取扱廃止[1]。
- 1987年（昭和62年）4月1日：国鉄分割民営化によりJR九州が継承[7]。
- 1989年（平成元年）12月22日：橋上駅舎化[4][8]。
- 1997年（平成9年）3月22日：ダイヤ改正により、朝夕時間帯に一部の快速列車停車駅となる[要出典]。
- 2000年（平成12年）2月11日：自動改札機を設置し、供用開始[9]。
- 2001年（平成13年）3月3日：ダイヤ改正により、再び全ての快速列車停車駅となる[要出典]。
- 2009年（平成21年）3月1日：ICカード「SUGOCA」の利用が可能となる[10]。
- 2016年（平成28年）4月1日：古賀駅長廃止。業務委託化。
- 2023年（令和5年）10月1日：駅体制の見直しに伴い九州旅客鉄道本体による直営駅へとなる[11]。

### 駅名の由来
開業時の地名（糟屋郡席内（むしろうち）村大字古賀字天神）が由来。
「古賀」の地名の由来はよくわかっていないが、古くは「空閑（こが）」と読まれていた。「空閑」とは「野生動物しかいない空閑荒蕪（こがこうぶ）の地」という意味で、この地が荒地であったことを表している。この姓氏を賜った領家は自分の手で開拓して荘園としたといわれ、この「空閑」が「古賀」に転じたのが地名になったといわれる。

## 駅構造

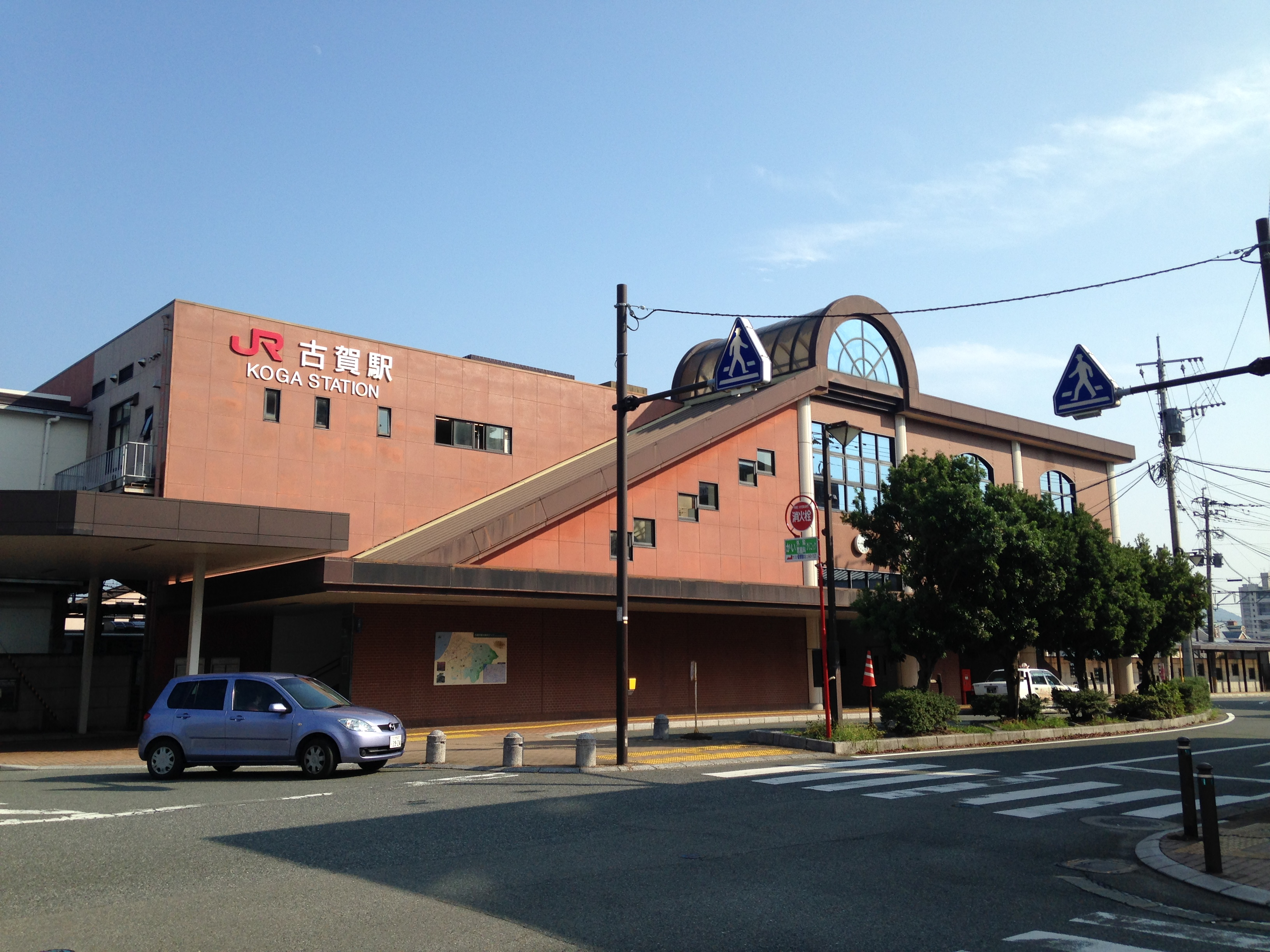
西口（2016年9月）

1890年（明治23年）9月28日に花見松原と呼ばれた地区を切り開いて建設された小規模な駅舎に、本線1線の他、貨物線を1線配置した駅として開業した。
博多駅方面を中心として旅貨共に利用が伸びたことから手狭となり、1910年（明治43年）に香椎駅の部材を用いて駅舎を改築した。
1919年（大正8年）10月30日に日本調味料醸造（現・ニビシ醤油）古賀工場進出に伴って同工場へ引込線を敷設し、1920年（大正9年）11月15日に福間駅 - 当駅間が複線化したのに続き、1921年（大正10年）1月26日に筑前新宮駅 - 当駅間も複線化する等設備増強が進められた。
その後も、1928年（昭和3年）5月に駅舎を改築し、1937年（昭和12年）6月24日に開設された高千穂製紙工場への引込線敷設、1961年（昭和36年）6月1日の門司港駅 - 久留米駅間電化等施設改良が進められた。
ただし、貨物輸送は自動車との競合により減少したため、1982年（昭和57年）2月28日に当駅の貨物取扱は廃止された。
なお、貨物取扱廃止に伴う貨物積卸線跡地は、線路を撤去して1983年（昭和58年）に駐輪場が開設された。
1989年（平成元年）12月22日に駅本屋は橋上駅舎化され。島式ホーム2面4線を有する地上駅となっている。
直営駅であるが、2016年（平成28年）から2023年（令和5年）の間はJR九州サービスサポートが受託する業務委託駅であった。みどりの窓口が設置されている。

### のりば
| のりば | 路線       | 方向 | 行先             |
| ------ | ---------- | ---- | ---------------- |
| 1・2   | 鹿児島本線 | 上り | 折尾・小倉方面   |
| 3・4   | 鹿児島本線 | 下り | 博多・久留米方面 |

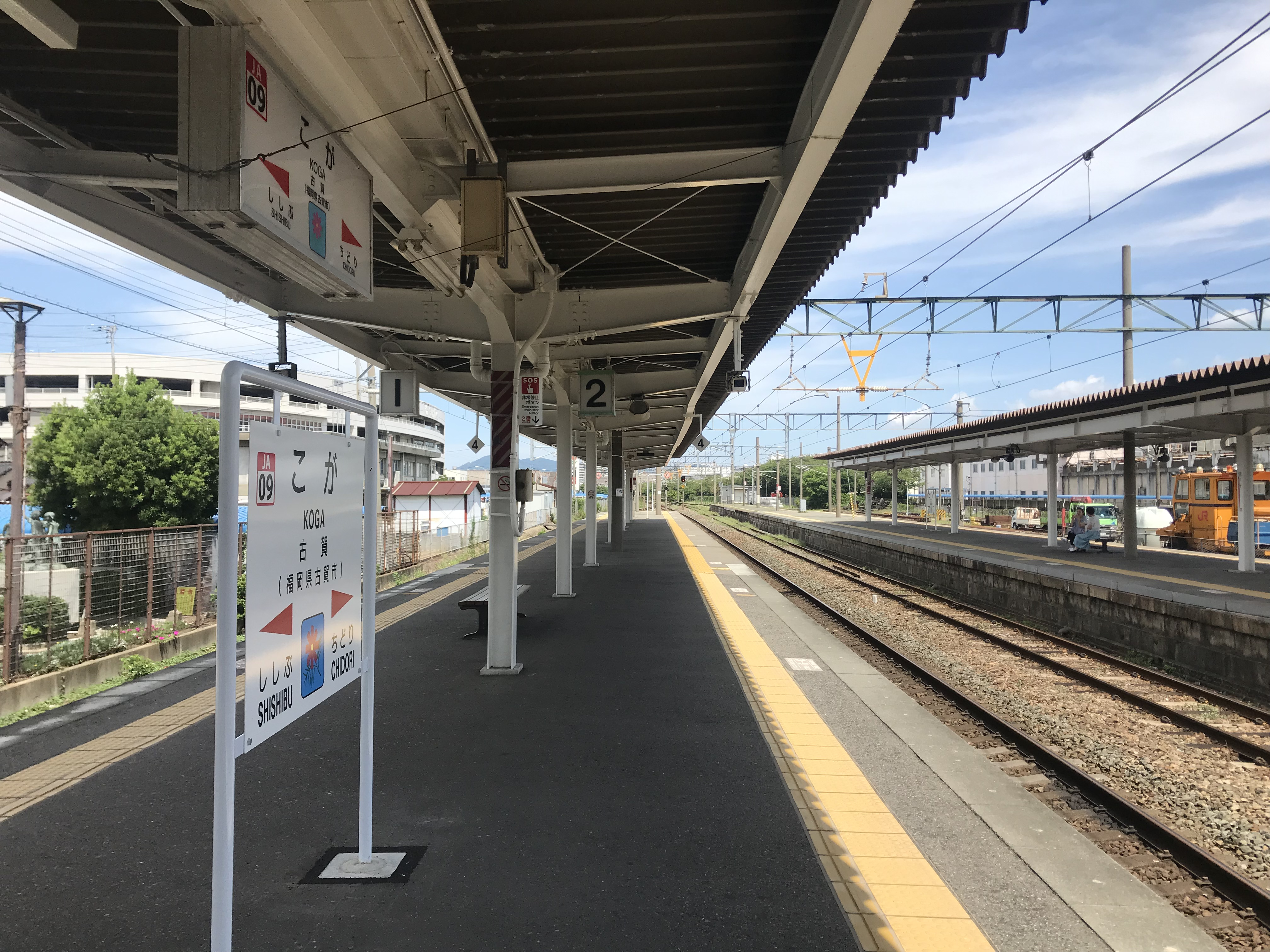
ホーム（2019年8月）
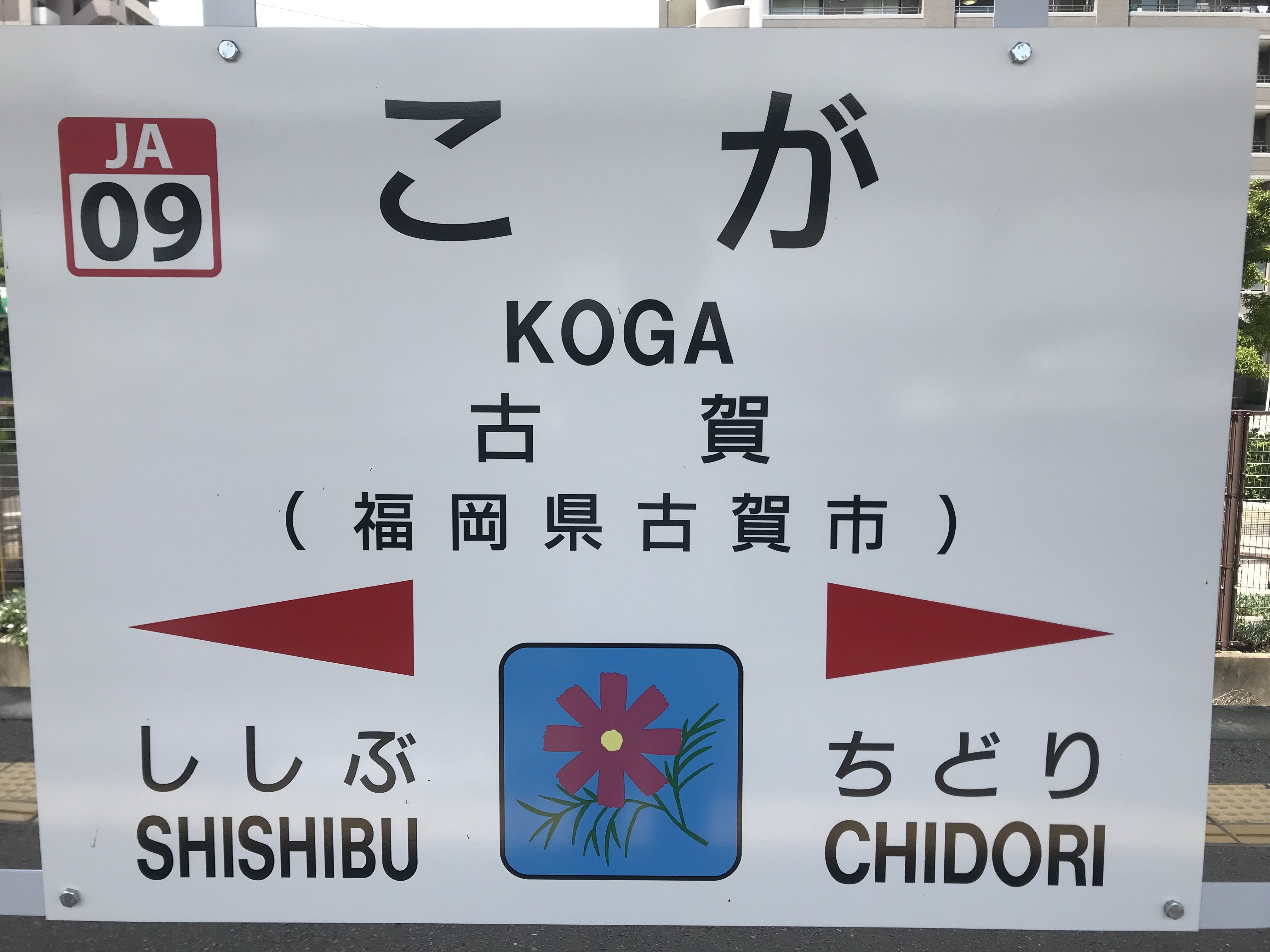
駅名標（2019年8月、コスモスは古賀市の花として制定[13]）

## 利用状況
2023年度の1日平均乗車人員は6,157人であり、JR九州の駅としては第28位である。
| 年度               | 1日平均 乗車人員 |
| ------------------ | ---------------- |
| 2008年（平成20年） | 6,524            |
| 2009年（平成21年） | 6,262            |
| 2010年（平成22年） | 6,357            |
| 2011年（平成23年） | 6,508            |
| 2012年（平成24年） | 6,478            |
| 2013年（平成25年） | 6,502            |
| 2014年（平成26年） | 6,360            |
| 2015年（平成27年） | 6,596            |
| 2016年（平成28年） | 6,662            |
| 2017年（平成29年） | 6,787            |
| 2018年（平成30年） | 6,864            |
| 2019年（令和元年） | 6,808            |
| 2020年（令和02年） | 5,432            |
| 2021年（令和03年） | 5,674            |
| 2022年（令和04年） | 6,008            |
| 2023年（令和05年） | 6,157            |

## 駅周辺
当駅の開設により駅前は発展し、古賀市の中心商店街となっている。西口から約300 m程直進すると国道495号との交差点に行き着く。橋上化によって新設された駅東口側には工場が立地している。
- サンリブ古賀店[12] - 1992年（平成4年）10月開業[30]（店舗面積約19,094 m2[30]（直営約11,116 m2[30]）、延べ床面積約50,267m2[30]）。
  - セリアサンリブ古賀店
- 古賀市役所[12]
- 福岡県公立古賀竟成館高等学校
- 福岡女学院看護大学
- 古賀市立歴史資料館・古賀市立図書館[12]
- ニビシ醤油 - 1919年（大正8年）10月30日に日本調味料醸造（現・ニビシ醤油）古賀工場の進出に伴って同工場へ引込線を敷設し、古賀駅から貨物輸送していた[1]。
- 古賀郵便局 - 1881年（明治14年）10月1日に旧街道筋に開設され、1920年（大正9年）に駅前に移転した[1]。
- 古賀駅前郵便局 - 1978年（昭和53年）11月1日開設[1]。
- 福岡銀行古賀支店 - 1943年（昭和18年）1月15日に十七銀行香椎支店古賀出張所として開設され、1945年（昭和20年）4月1日に福岡銀行古賀支店となった[1]。

## バス路線
西鉄バス宗像が当駅を拠点として古賀市内各地への路線バスを運行している。駅西口前に「古賀駅前」バス停、駅東口前に「古賀駅東口」バス停がある。また、駅西側の国道495号上にある「古賀」バス停は周辺の福津市・宗像市・新宮町・福岡市へのバスが停車する。
以下、公共施設等連絡バスを除き、全て西鉄バスグループ（西日本鉄道・西鉄バス宗像）による運行。公共施設等連絡バスは古賀市が運行主体となり地元タクシー会社に委託して運行。
古賀駅前
- 西日本鉄道
  - 1・2・2-1：古賀 / 薦野
  - 3：古賀 / 舞の里

古賀駅東口
- 西日本鉄道
  - 6：舞の里 / グリーンパーク古賀
- 古賀市公共施設等連絡バス
  - 市役所 / コスモス館

古賀
- 西日本鉄道
  - 1・2・2-1：薦野
  - 3：舞の里
- 西鉄バス宗像
  - 26・26A：天神 / 赤間営業所 / 光陽台六丁目

## 隣の駅
九州旅客鉄道（JR九州）
 鹿児島本線
■快速・■区間快速
福間駅 (JA11) - 古賀駅 (JA09) - 福工大前駅 (JA06)
■普通
千鳥駅 (JA10) - 古賀駅 (JA09) - ししぶ駅 (JA08)